# Cori Bush
Cori Anika Bush (St. Louis, Missouri, Amerikai Egyesült Államok, 1976. július 21. – ) amerikai politikus,  2020 óta a Demokrata Párt tagjaként Missouri állam első körzetének kongresszusi képviselője.

## Életpályája
Cori Bush a Missouri állambeli St. Louis-ban született és nevelkedett, apja a kerületük egykori polgármestere volt. A Cardinal Ritter középiskolában érettségizett 1994-ben, utána pedig egy évet tanult a Harris-Stowe állami egyetemen. Ezután óvónőként dolgozott minimálbérért, 2000-ben pedig megszületett első gyermeke, majdnem négy hónappal korábban a tervezettnél, lélegeztetőgépen kellett tartani, hogy túléljen.
Elhagyta óvónői munkahelyét, miután pedig újra terhes lett, férjével komoly pénzügyi gondokkal küszködtek és több hónapig az autójukban éltek. Később a Lutheran School of Nursing nevű egyetemen tanult három évig, itt szerezte meg a nővérséghez szükséges diplomáját 2008-ban. Ezután nővérként dolgozott egy kórházban, 2010-ben pedig lelkész lett, és 2011-ben megalapította saját templomát, amit 2014-ig vezetett. Egy közeli városban történt, a rendőrség által elkövetett lövöldözés után kezdte érdekelni a politika, aktivistaként kezdett tevékenykedni a Black Lives Matter szervezet munkáját támogatva. Kétszer indult kongresszusi pozícióért, mielőtt sikeresen megválasztották volna -
Először 2016-ban indult Missouri egyik szenátusi helyéért, azonban elvesztette pártja előválasztását. Ez újra megtörtént, amikor 2018-ban Missouri állam első körzetének képviselői helyéért indult, Lacy Clay ellen vesztette el az előválasztást, aki akkor már 18 éve képviselte a körzetet. 2020-ban azonban sikerült nyernie, ezúttal legyőzte Clay-t, az általános választásokon pedig a szavazatok csaknem 80 százalékát szerezte meg, legyőzvén a Republikánus Párt jelöltjét, Anthony Rogerst. 2022-ben újra megválasztották, miután győzedelmeskedett az előválasztáson, legyőzte a republikánus Andrew Jones Jr.-t, megszerezvén a szavazatok 72 százalékát.
A Demokrata Párt 2024-es előválasztását Bush elvesztette az AIPAC nevű, Izrael-párti politikai szervezet által támogatott jelölt, Wesley Bellel szemben.

## Politikája
Politikája progresszív, a Demokrata Párt baloldalibb tagjai közé tartozik. Támogatja többek között az egészségügyi ellátás közpénzből való finanszírozását (Medicare For All), az abortusz széleskörű elérhetőségét, garantált lakhatást, a rendőrségi reformot, valamint az afrikai-amerikaiak szavazójogának védelmét, melyek véleménye szerint támadás alatt vannak a republikánus-vezette államokban. Tagja volt a Squad nevű, progresszív, baloldali képviselőkből álló informális csoportnak, illetve az Amerikai Demokratikus Szocialisták szervezetnek.